# Şeyhzeliha, Şanlıurfa
Şeyhzeliha là một xã thuộc thành phố Şanlıurfa, tỉnh Şanlıurfa, Thổ Nhĩ Kỳ. Dân số thời điểm năm 2011 là 278 người.